# Santiago Cabrera
Santiago Cabrera (Caracas, Venezuela, 1978. május 5. –) chilei színész.

## Élete
Londonban, Romániában, Torontóban és Madrid-ban is élt fiatal korában. Jelenleg London és Los Angeles között ingázik. A spanyol anyanyelve mellett folyékonyan beszél angolul, franciául és olaszul. Mielőtt színészi pályára lépett, sportpályán, pontosabban focipályán játszott.
Egy chilei főiskolai csapatban játszott három évig, majd fél-profi volt Londonban. Miközben 3 évig tanult a londoni Dráma Központban, számos színpadi fellépése volt, köztük a Don Juan utolsó napjai és a Britannicus. Miután elvégezte az iskolát, első szerepe Montano volt, Shakespeare Othello-jában. Első igazi sikerét akkor érte el, amikor az ABC Birodalom című drámájában megkapta a főszerepet.

## Filmes karrierje
| Év               | Cím                                       | Szerep            | Megjegyzés                       |
| ---------------- | ----------------------------------------- | ----------------- | -------------------------------- |
| 2003             | Spooks                                    | Camilo Henriquez  | 2. évad 9. epizód                |
| 2003             | Judge John Deed                           | Carlos Fedor      | 3. évad 3. epizód                |
| 2004             | Haven                                     | Gene              |                                  |
| 2004             | TOCA Race Driver 2                        | Cesar Maques      | videójáték (hangját kölcsönözte) |
| 2005             | Birodalom                                 | Octavius          | rövid sorozat - főszerep         |
| 2005             | ShakespeaRe-Told: The Taming of the Shrew | Lucentio          |                                  |
| 2006             | Szerelem és egyéb katasztrófák            | Paolo Sarmiento   |                                  |
| 2006– 2007, 2009 | Hősök                                     | Isaac Mendez      |                                  |
| 2008             | Heroes Unmasked                           | Narrator          | 3. évad                          |
| 2008             | Che                                       | Camilo Cienfuegos |                                  |
| 2008- 2010       | Merlin kalandjai                          | Lancelot          |                                  |
| 2009             | Caleuche: El Llamado del Mar              | Simon             |                                  |
| 2010             | La vida de los peces                      | Andres            |                                  |
| 2011             | Cristiada                                 |                   |                                  |
| 2011             | Kettős ügynök                             |                   |                                  |
| 2012             | Hemingway és Gellhorn                     | Robert Capa       |                                  |
| 2013             | Anna Karenina                             | Vronszkij         | két részes olasz minisorozat     |
| 2014             | The Musketeers                            | Aramis            |                                  |
| 2017- 2018       | Salvation                                 | Darius Tanz       | Főszerep                         |
| 2020             | Star Trek: Picard                         | Cristóbal Rios    | állandó szereplő                 |